# Porchareças
Porchareças (en francès Pourcharesses) és un municipi francès situat al departament del Losera i a la regió d'Occitània.